# Holzhausen 24

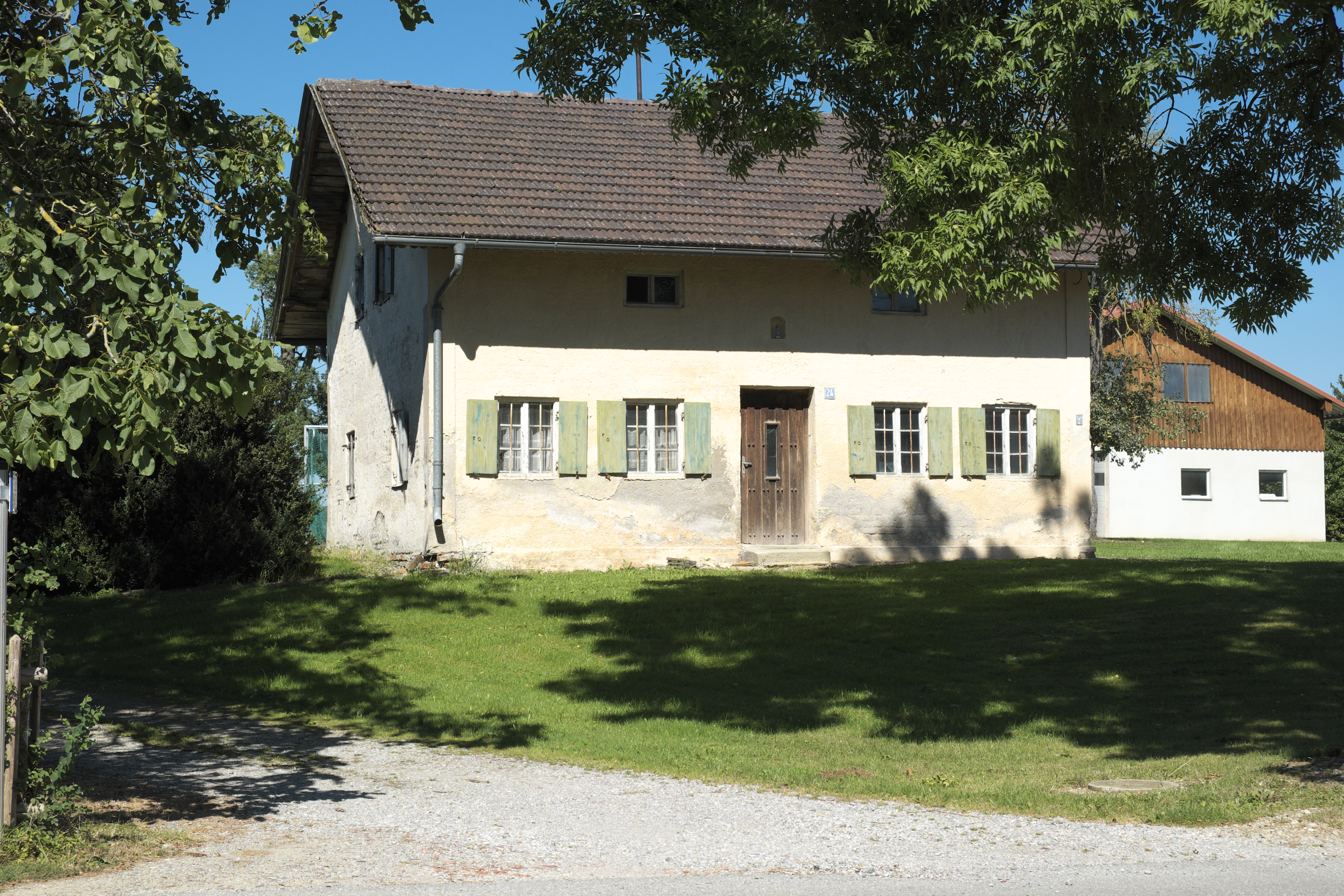
Austragshaus in Holzhausen

Das Gebäude Holzhausen 24 in Holzhausen, einem Gemeindeteil von Alling im oberbayerischen Landkreis Fürstenfeldbruck, wurde 1897 errichtet. Das ehemalige Austragshaus ist ein geschütztes Baudenkmal.
Der erdgeschossige Putzbau mit Kniestock und flachem Satteldach besitzt vier zu zwei Fensterachsen. Er steht direkt neben dem Bauernhaus, wie es für ein Austragshaus üblich war.